# Ociąż
Ociąż (niem. Ocionz) – wieś w Polsce położona w województwie wielkopolskim, w powiecie ostrowskim, w gminie Nowe Skalmierzyce.
Wieś leży na Wysoczyźnie Kaliskiej, w Kaliskiem, w aglomeracji kalisko-ostrowskiej, graniczy ze Skalmierzycami, ok. 4 km od Nowych Skalmierzyc, ok. 10 km na północny wschód od Ostrowa Wielkopolskiego.
| SIMC    | Nazwa     | Rodzaj    |
| ------- | --------- | --------- |
| 0204725 | Zakrzewki | część wsi |

Miejscowość przynależała administracyjnie przed rokiem 1887 do powiatu odolanowskiego.
W latach 1954–1959 wieś należała i była siedzibą władz gromady Ociąż, po jej zniesieniu w gromadzie Lewków. W latach 1975–1998 do województwa kaliskiego, a w latach 1887–1975 i od 1999 do powiatu ostrowskiego.

## Historia
Ślady osadnictwa tego terenu pochodzą z IX wieku – powstało wówczas wczenośredniowieczne grodzisko zwane Lisią Górą, którego podstawą utrzymania było rolnictwo oraz hodowla zwierząt.
Wymieniany w źródłach od 1402 roku jako Oczyasch, wieś rycerska. W 1498 roku właścicielem Ociąża był podczaszy kaliski Dersław Kwiatkowski, który posiadał m.in. Kwiatków oraz Zębców.
W drugiej połowie XVII wieku wieś liczyła 57 mieszkańców.
Przed 1845 rokiem wieś podzielono na dwie części: pierwszy okręg w skład którego wchodził Ociąż I z folwarkiem Baby, Morawia i Zakrzewki (183 mieszkańców) oraz drugi okręg Ociąż II z 13 domami i 258 mieszkańcami.

## Urodzeni w Ociążu
- Władysław Mączkowski (1911-1942), błogosławiony kościoła katolickiego[potrzebny przypis]
- Erazm Parczewski (1826-1915), polski działacz społeczno-narodowy[potrzebny przypis]

## Zabytki

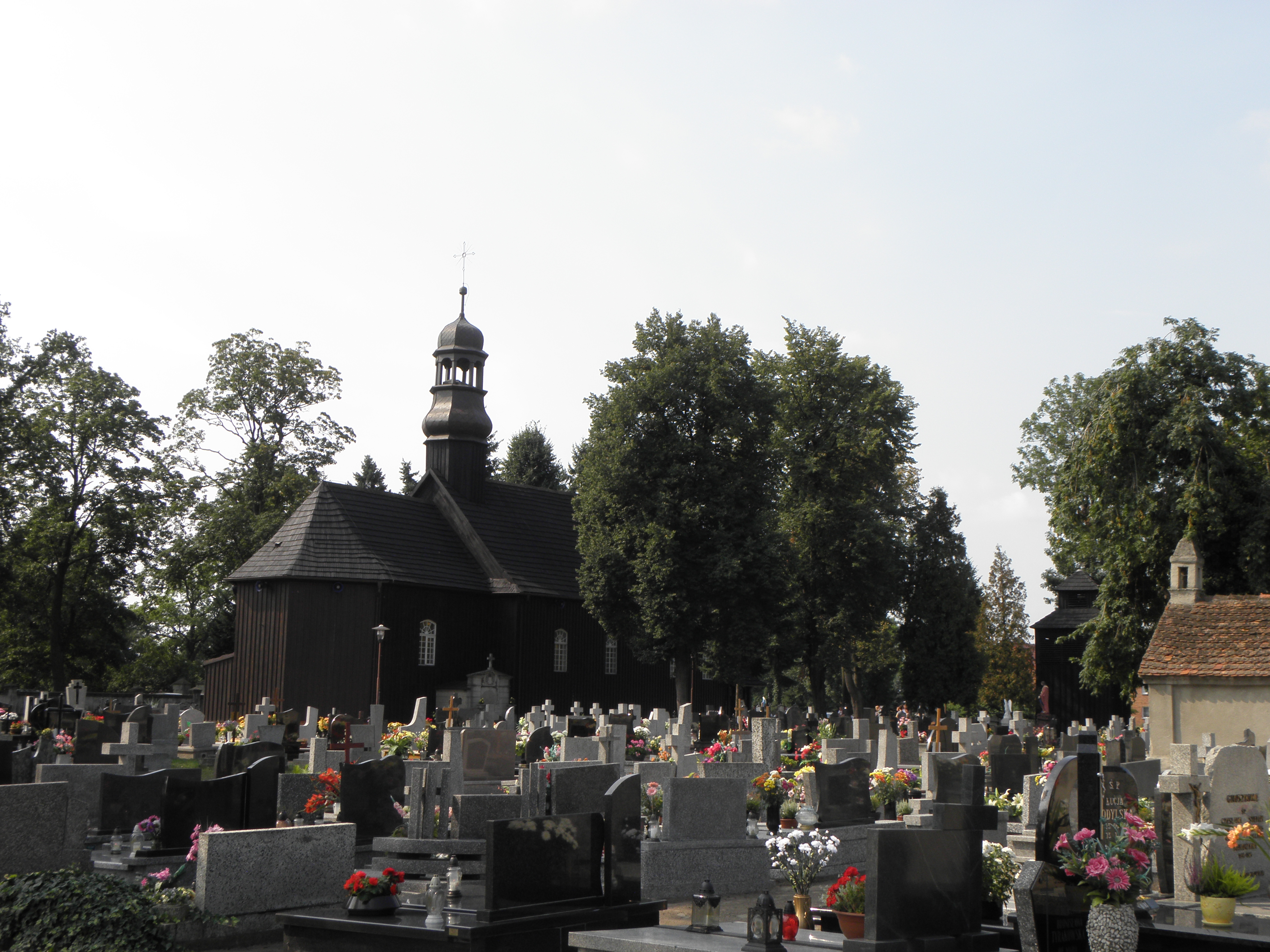
Kościół parafialny pw. Narodzenia Najświętszej Maryi Panny

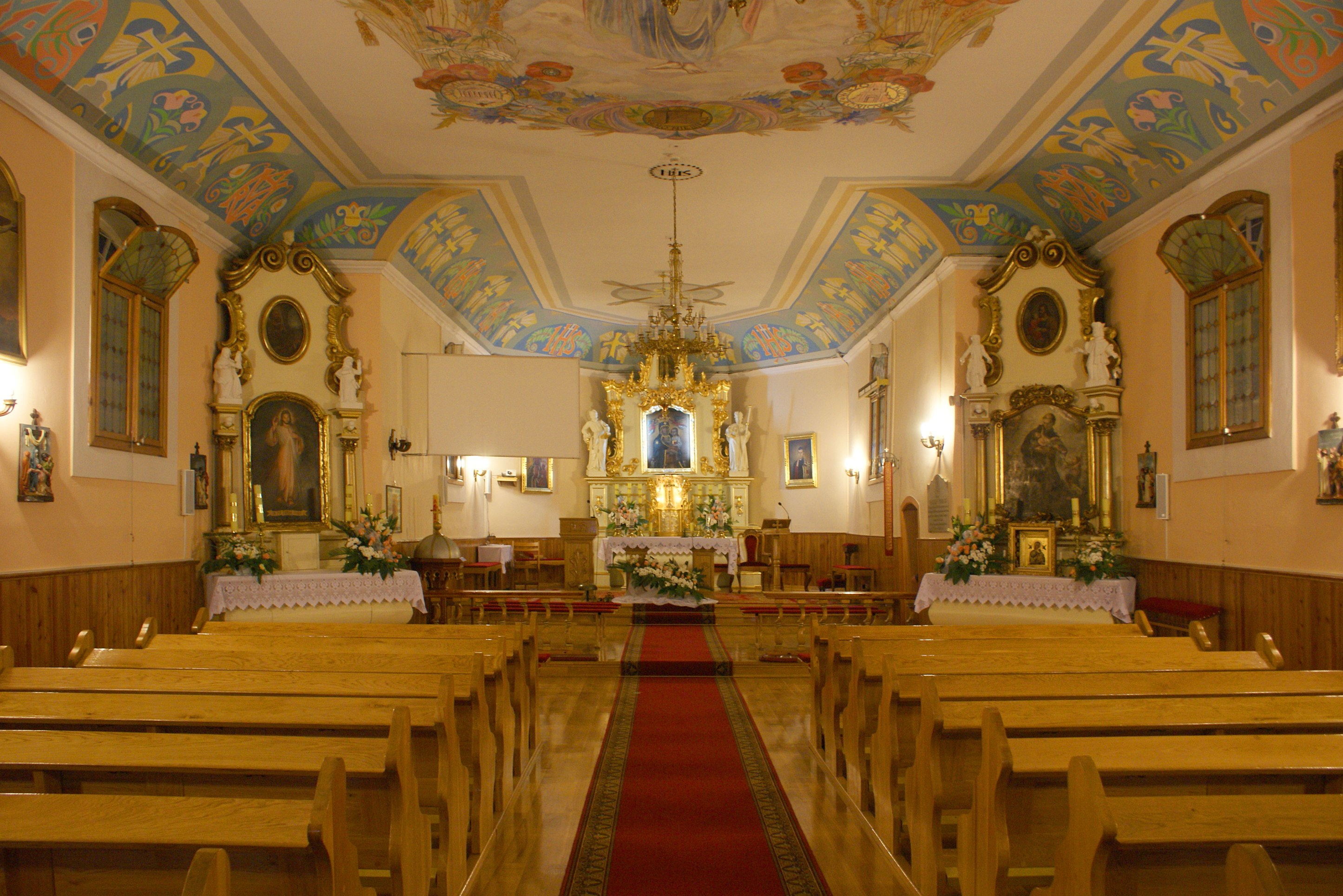
Wnętrze kościoła parafialnego

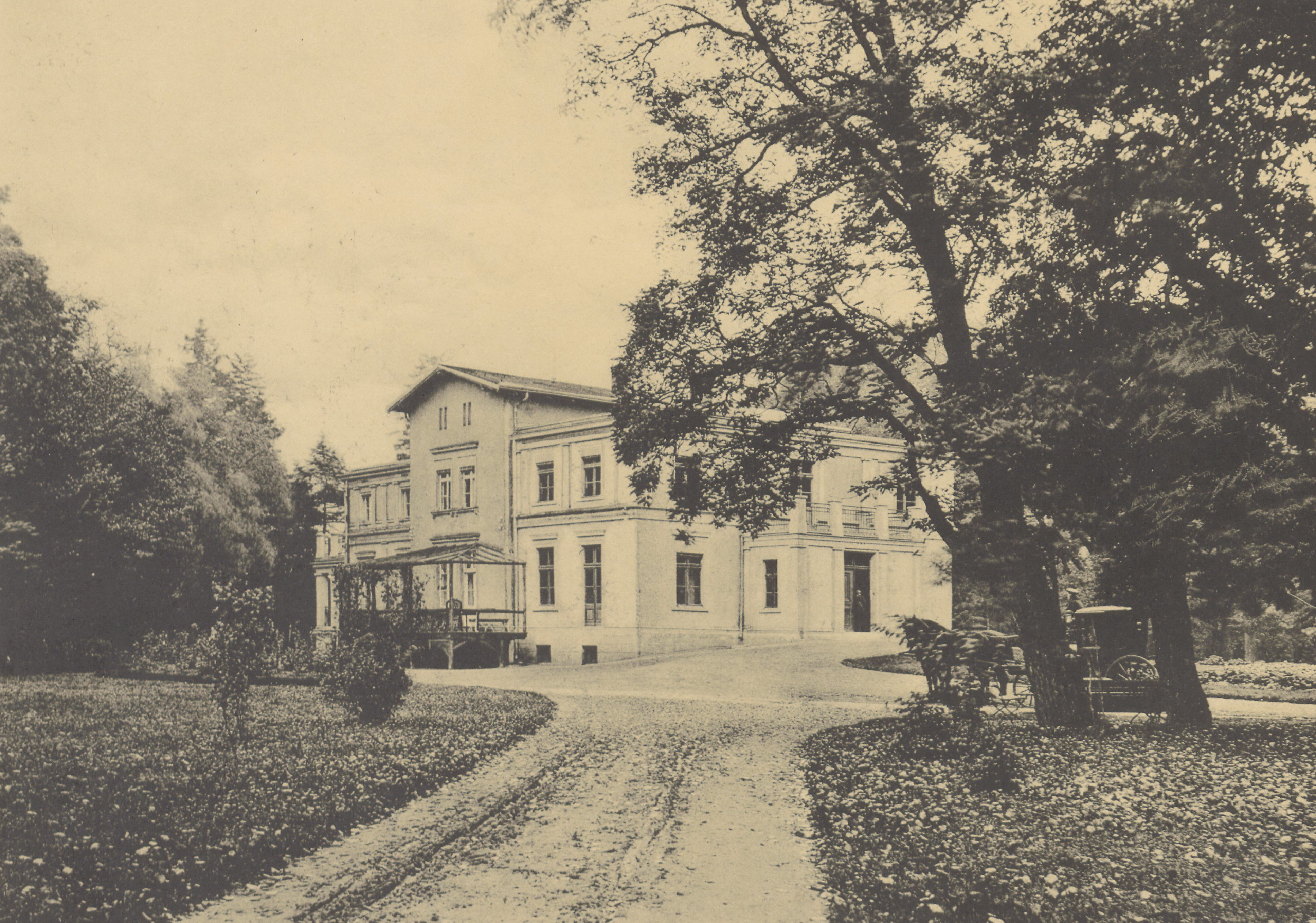
Widok pałacu przed 1912

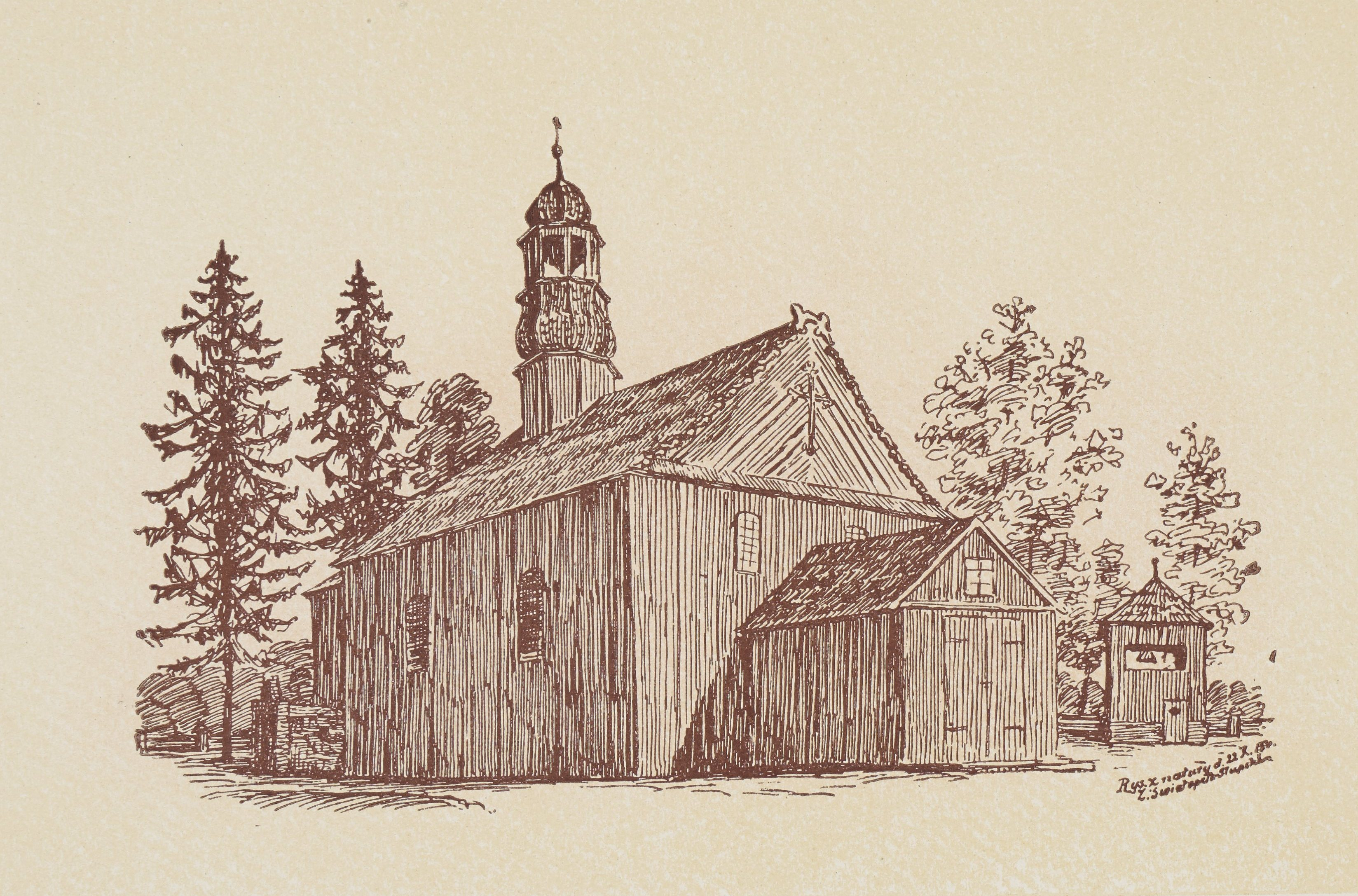
Widok kościoła przed 1917

Obiekty wpisane do rejestru zabytków nieruchomych województwa wielkopolskiego:
- kościół parafialny pw. Narodzenia Najświętszej Maryi Panny, drewniany o konstrukcji zrębowej z lat 1785–1786, rozbudowany w 1927 roku[9]:
  - rokokowy ołtarz główny z końca XVIII wieku z obrazem Matki Boskiej Śnieżnej oraz postaciami fundatorów (1637)[9]
  - polichromia autorstwa Wiktora Gosienieckiego (1929)[9]
  - prezbiterium z obrazem błogosławionego ks. Władysława Mączkowskiego[9]
- dzwonnica drewniana konstrukcji słupowej, kryta gontem (1948)[9]

Pozostałe miejsca:
- park podworski z licznymi gatunkami krzewów i drzew (także okazy pomnikowe)
- zabudowania pofolwarczne z XIX/XX wieku

## Komunikacja

### Transport drogowy
Transport publiczny zapewniają autobusy podmiejskie linii M, 20 MZK Ostrów Wielkopolski oraz 19E Kaliskich Linii Autobusowych, skomunikowane docelowo z Ostrowem Wielkopolskim i Kaliszem.
- 25 Bobolice – Bydgoszcz – Konin – Kalisz – Ociąż – Ostrów Wielkopolski – Oleśnica

Na dzień 8 sierpnia 2017 roku Ociąż posiadał 10 ulic.

### Transport kolejowy
W miejscowości znajduje się przystanek kolejowy Ociąż. W przeszłości z miejscowości prowadziła linia kolejowa Ociąż – Kotowiecko – Kucharki (zlikwidowana).
- 14 Łódź Kaliska – Nowe Skalmierzyce – Ociąż – Czekanów – Tuplice